# OK-jolle
OK-jollen er en enmandsjolle med ét sejl. Den er 4,0 meter lang og 1,4 meter bred. LYS: 1,19. OK-jollen blev konstrueret som et alternativ til Finnjollen.
OK-jollen bliver bygget af krydsfinér, glasfiber eller en kombination, og alle de forskellige materialer giver samme sejlegenskaber. Friheden i valg af skrogmaterialer findes også i valget af rig. Valget af mast, sejl og beslag skal kunne godkendes inden for klassereglerne, men giver den enkelte sejler mulighed for at have en kombination, der matcher sejlerens behov. Derfor passer hver enkelt OK-jolle til sejlerens måde at sejle på, mens formen på skroget er designet efter et strengt og omfattende regelsæt, der sikrer jollen en lang levetid i kapsejladsflåden. Gamle både behøver ofter kun en opdatering af riggen og mindre konstruktionelle modifikationer for at blive kapsejladsdygtige.

## Historie
I 1957 blev danskeren Knud Olsen spurgt af Axel Damgaard Olsen, Vordingborg, om han ville lave nogle tegninger til en let og hutig enmandsjolle, der var baseret på konventionel krydsfinérskonstruktion. Det resulterende design blev navngivet OK, Knud Olsens initialer bagfra.
OK-jollen blev bygget med den hensigt at være en forberedelsesklasse til den olympiske Finnjolle og har fulgt dennes udvikling siden. Riggen er identisk med finnjollens med et enkelt sejl, der er på en ustaget, roterende og bøjende mast.
OK-jollen var billig og nem at bygge, og kunne sejles af erfarne såvel som uerfarne sejlere. Dette gjorde succeen stor, og mange nybegyndere, der ellers ikke ville være begyndt at sejle, begyndte at sejle OK-jolle.
I 60’erne og 70’erne eksploderede OK-jollens succes med over 10.000 solgte joller, og store felter skød op. I midten af 80’erne mistede jollen dog sejlernes interesse, da Laserens succes overskyggede OK-jollens.
OK-jollen blev den officielle ungdoms-enmandsjolle i mange østeuropæriske lande efter bruddet med det socialistiske styre, da mange “gamle” sejlere vendte tilbage til den klasse, de havde sejlet som børn, nu i egne joller i stedet for klubejede.
I 1998 blev OK-jollen valgt som enmandsjoller til de Asiatiske Lege.
I 2003 blev kulfibermaster introduceret til klassen.
I 2005 begyndte OK-jollen igen at blive populær, da mange ældre både blev restaurerede og opgraderede. Produktionen steg igen, og der blev sejlet kapsejlads i adskillige sejlklubber. Efter 2005 er OK-jollen vokset til at være den største jolleklasse for voksne i DK.

## Eksterne links
- Danske OK Jolle Klub
- OK Dinghy International Association